# Sternotropa brisbanensis
Sternotropa brisbanensis – gatunek chrząszcza z rodziny kusakowatych i podrodziny rydzenic.
Gatunek ten opisał po raz pierwszy w 2015 roku Roberto Pace na łamach „Beiträge zur entomologie”. Jako lokalizację typową wskazano Browns Plaines w Brisbane w australijskim Queenslandzie. Epitet gatunkowy pochodzi od tejże lokalizacji.
Chrząszcz o błyszczącym, wydłużonym ciele długości 2,2 mm. Głowa jest żółtawoczerwona z żółtymi członami czułków od pierwszego do trzeciego i brązowymi ich członami pozostałymi. Jej powierzchnia jest przeciętnie gęsto punktowana i powierzchownie siateczkowana. Oczy są dłuższe od skroni. Pierwszy człon czułków jest dłuższy niż drugi, a drugi dłuższy niż trzeci; człony od czwartego do dziesiątego mają poprzeczny kształt. Żółtoczerwone przedplecze jest wyraźnie punktowane i powierzchownie siateczkowane. Pokrywy są żółtawoczerwone z brązową tylną ⅓, gęsto ziarenkowane, powierzchownie siateczkowane. Barwa odnóży jest żółta. Odwłok jest żółtawoczerwony z brązowymi tergitami czwartym i piątym. Tergity od pierwszego do trzeciego mają łuskowatą mikrorzeźbę, a tergit piąty wzdłużne ziarenkowanie i silne siateczkowanie.
Owad endemiczny dla Australii, znany tylko z lokalizacji typowej. 